# Song Yun-soo
Song Yun-soo (née le 10 décembre 1995) est une archère sud-coréenne. Elle est sacrée à plusieurs reprises championne du monde de tir à l'arc.

## Biographie
Song Yun-soo fait ses débuts au tir à l'arc en 2011. Ses premières compétitions internationales ont lieu en 2015. En 2017, elle remporte les épreuves de tir à l'arc individuelle femme et par équipe mixte lors des championnats du monde.

## Palmarès
- Championnats du monde[1]
  -  Médaille d'or à l'épreuve par équipe mixte aux championnats du monde 2017 à Mexico (avec Kim Jong-ho).
  -  Médaille d'or à l'épreuve individuelle femme aux championnats du monde 2017 à Mexico.
  -  Médaille de bronze à l'épreuve par équipe femme aux championnats du monde 2017 à Mexico (avec Choi Bo-min et So Chaewon).

- Coupe du monde[1]
  -  Médaille d'argent à l'épreuve par équipe femme à la coupe du monde 2015 de Antalya.
  -  Médaille d'or à l'épreuve par équipe femme à la coupe du monde 2017 de Shanghai.
  -  Médaille d'or à l'épreuve par équipe femme à la coupe du monde 2017 de Salt Lake City.

- Universiade[1]
  -  Médaille de bronze à l'épreuve par équipe femme aux Universiade d'été de 2015 de Gwangju.
  -  Médaille d'or à l'épreuve par équipe mixte aux Universiade d'été de 2015 de Gwangju.
  -  Médaille d'or à l'épreuve individuelle aux Universiade d'été de 2015 de Gwangju.
  -  Médaille d'or à l'épreuve par équipe femme aux Universiade d'été de 2017 de Taipei.
  -  Médaille d'or à l'épreuve individuelle femme aux Universiade d'été de 2017 de Taipei.

- Championnats d'Asie[1]
  -  Médaille d'or à l'épreuve par équipe femme aux championnats d'Asie de 2015 à Bangkok.
  -  Médaille d'or à l'épreuve par équipe mixte aux championnats d'Asie de 2015 à Bangkok.
  -  Médaille d'or à l'épreuve individuelle femme aux championnats d'Asie de 2017 à Dhaka.
  -  Médaille d'argent à l'épreuve par équipe femme aux championnats d'Asie de 2017 à Dhaka.